# Martiňák

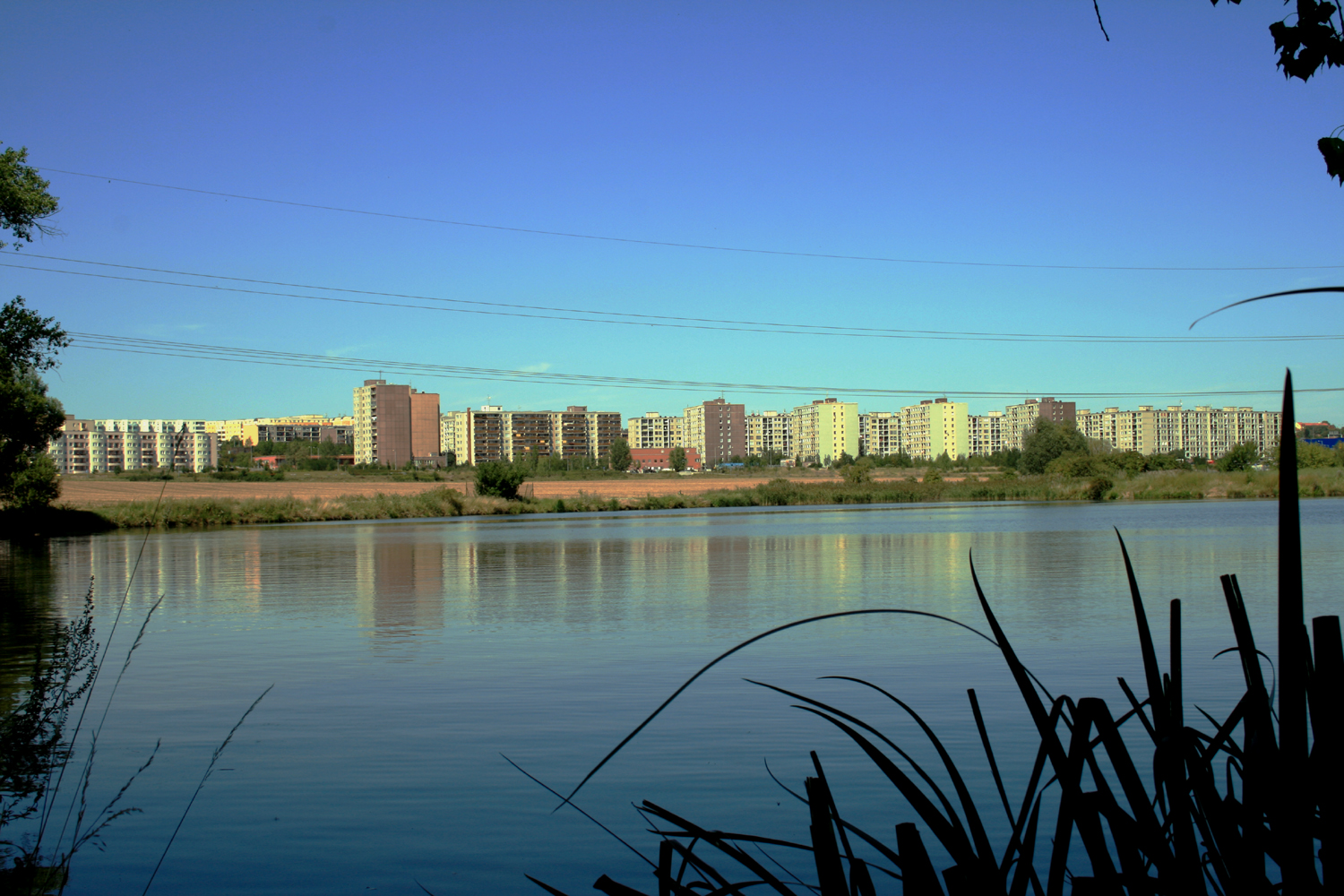
Martiňák

Martiňák, též Čeněk, je rybník nacházející se v katastru Dolních Počernic v Praze 9, v přírodním parku Klánovice-Čihadla. Jeho přítoky jsou potoky Chvalka tekoucí ze severovýchodu od Chvalů, Svépravický potok a třetí potok beze jména tekoucí z východu od Xaverova. Odtok pak tvoří Svépravický potok vlévající se v Hostavicích do Rokytky. Rybník je nepravidelného tvaru, po jeho hrázi prochází ulice Madarova. Původ názvu Čeněk může být odvozen od nedalekého kopce V Čeňku, který se nachází v golfovém hřišti.

## Galerie

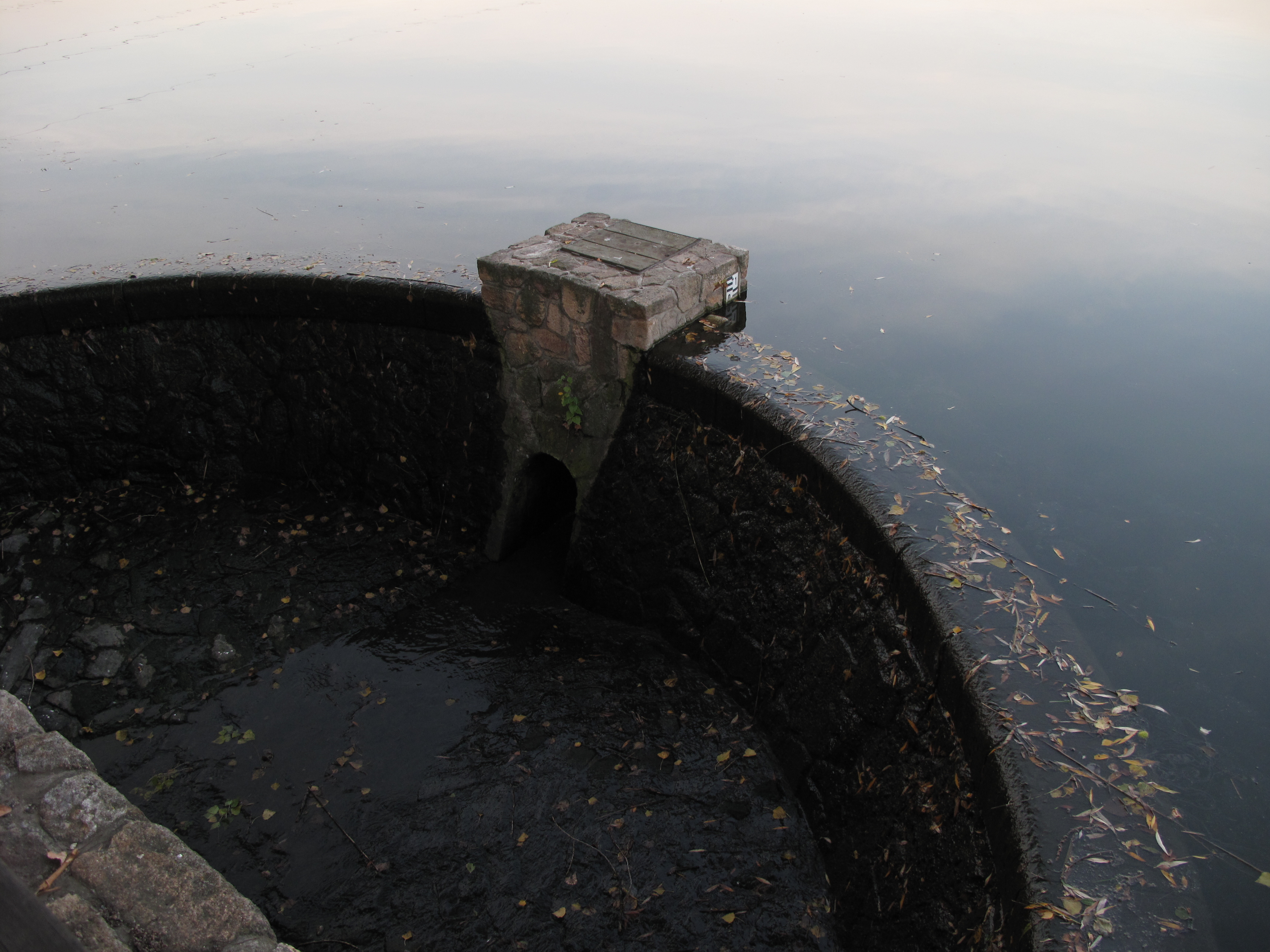
Stavidlo
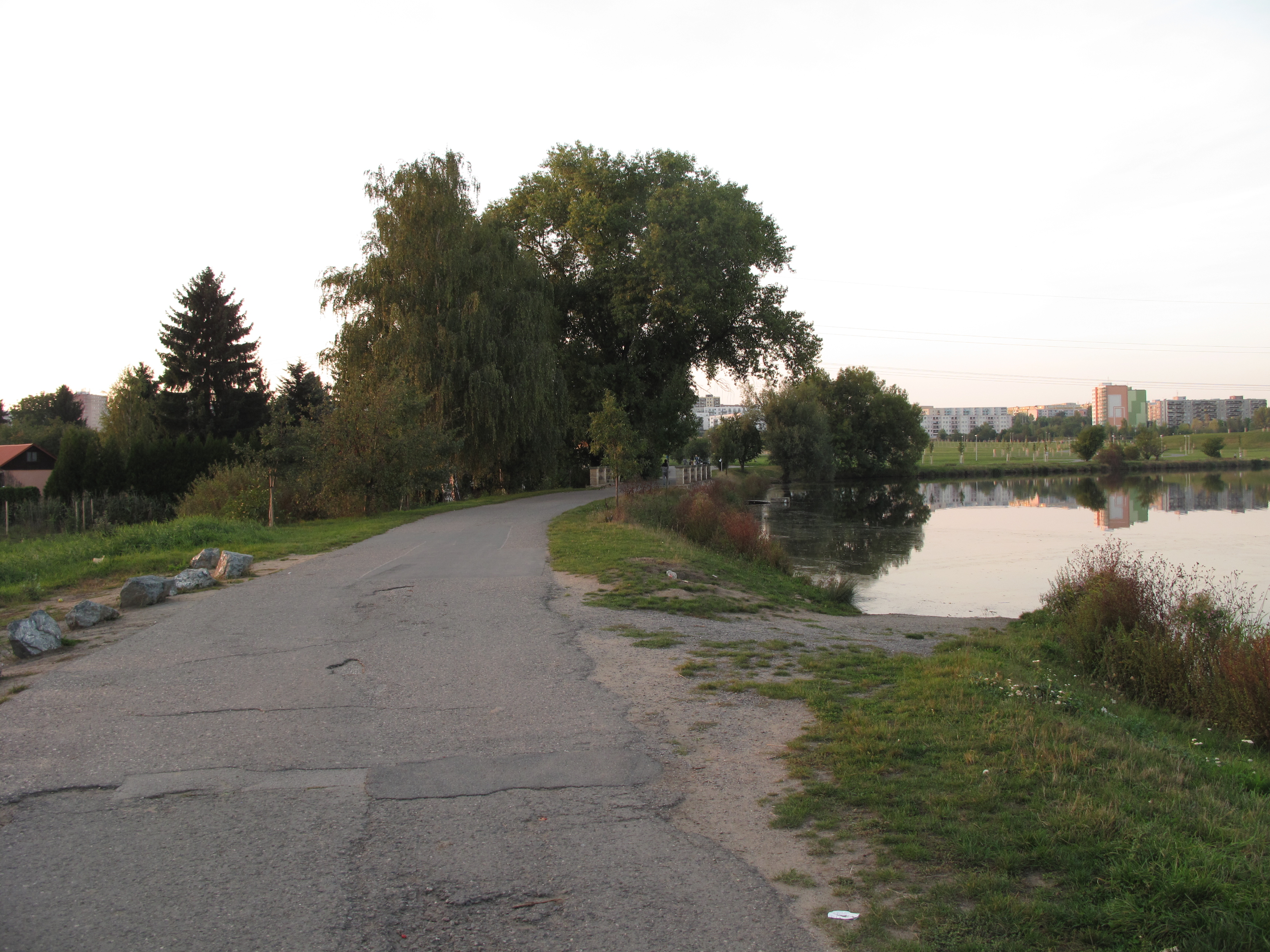
Cesta na hrázi